# RPM (periodico)
RPM è stata una rivista musicale canadese che pubblicava le classifiche dei singoli e degli album locali. La sigla RPM sta per "Records, Promotion, Music". La rivista venne fondata da Walt Grealis nel febbraio 1964, e chiuse i battenti nel novembre del 2000.
Nel corso degli anni la rivista aveva cambiato diverse volte il titolo: come ad esempio RPM Weekly e RPM Magazine. RPM pubblicava diverse classifiche, tra cui Top Singles (che includeva tutti i generi), e i vari generi: Adult Contemporary, Dance, Urban, Alternative Rock e Country Tracks (o Top Country Tracks) per la musica country. 